# Jean-Yves Cendrey

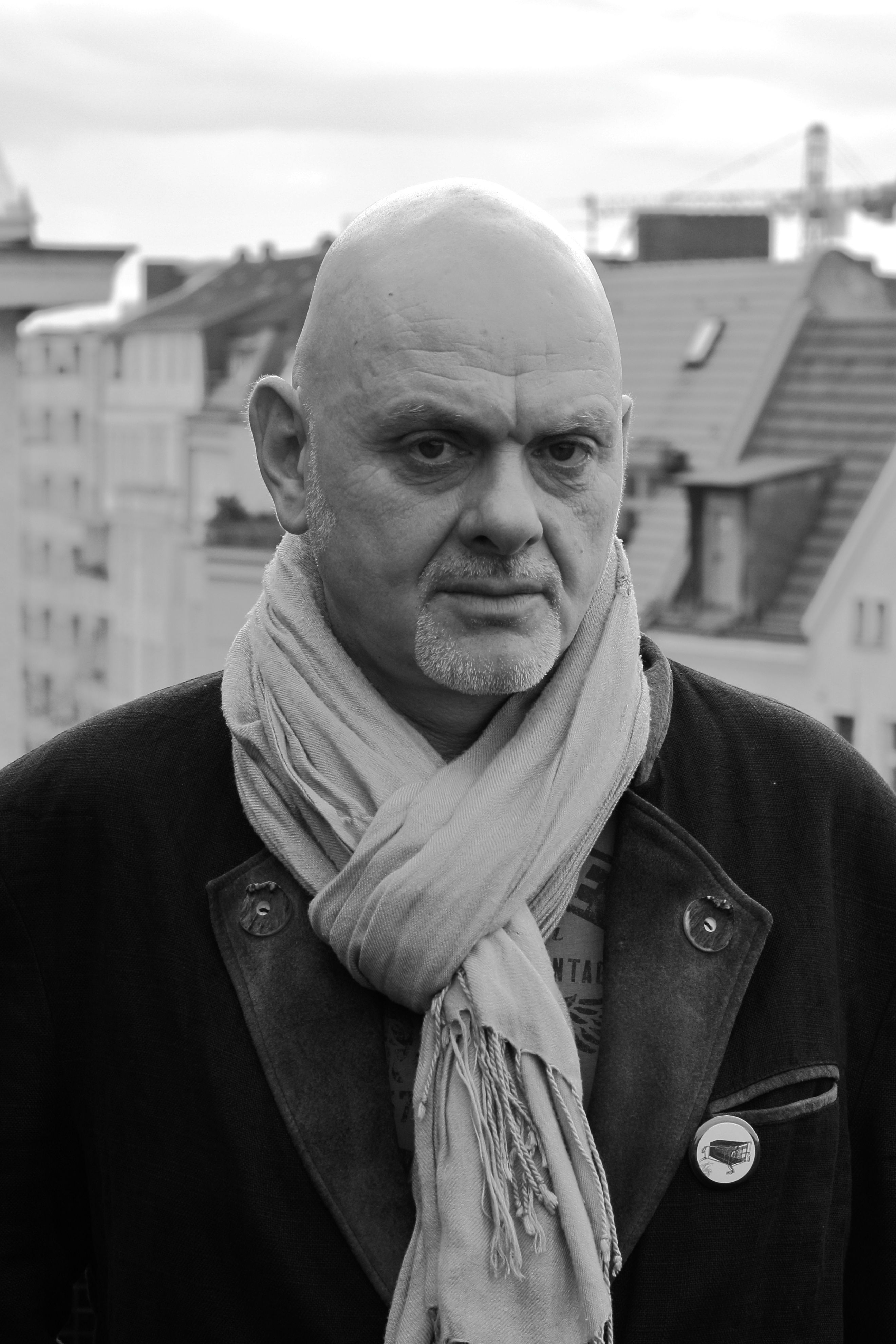
Jean-Yves Cendrey

Jean-Yves Cendrey (* 11. September 1957 in Nevers) ist ein französischer Autor. 

## Leben
Jean-Yves Cendrey ist der Sohn eines französischen Berufssoldaten und wuchs an dessen verschiedenen Dienstorten in Frankreich und Deutschland auf. Er ist mit der Autorin Marie Ndiaye verheiratet, die er 1984 kennenlernte. 1988 erschien sein erster Roman Principe du cochon. Ndiaye und er wechselten immer wieder die Wohnorte inner- und außerhalb Frankreichs. 2001 lebten sie mit ihren drei Kindern in Cormeilles in der Normandie, wo Cendrey ein Gerücht über einen pädophilen Lehrer an der Grundschule seiner Kinder zu Ohren kam. Er ging dem nach und löste damit einen politischen Skandal aus. 2007, nach der Wahl Nicolas Sarkozys zum französischen Präsidenten, zog die Familie aus politischen Gründen nach Berlin, eine Stadt, die 1994 bereits einmal literarischer Gegenstand von Cendrey war.

## Werke (Auswahl)
- Principes du cochon, P.O.L., Paris, 1988
- Atlas menteur : roman, P.O.L., Paris, 1989
- Les morts vont vite, P.O.L., Paris, 1991
- Oublier Berlin, P.O.L.,  Paris, 1994
- Trou-Madame, P.O.L., Paris, 1997
- Les Petites Sœurs de sang, Olivier, Paris, 1999
- Parties fines : récit à caractère provincial et pornographique, Mille et une nuits, Paris, 2000
- Une simple créature, Olivier, Paris, 2001
- Conférence alimentaire, L'Arbre vengeur, Bordeaux, 2003
- Les Jouets vivants, Olivier, Paris, 2005
- Corps ensaignant, Gallimard, Paris, 2007
- Les jouissances du remords, Olivier, Paris,
- La maison ne fait plus crédit, Olivier Paris, 2008
- Honecker 21. Roman, Actes Sud, Arles, 2009
- Le Japon comme ma poche, L'Arbre vengeur, Bordeaux, 2009
- Pauvre maison de nos rêves suivi de L'herbe tendre. Drama. Actes Sud, Arles, 2010
- Mélancolie vandale : roman rose, Actes Sud, Arles, 2011
- Schproum. Roman avorté et récit de mon mal, Actes Sud, Arles, 2013